# Dicallaneura
Dicallaneura är ett släkte av fjärilar. Dicallaneura ingår i familjen Riodinidae.

## Bildgalleri

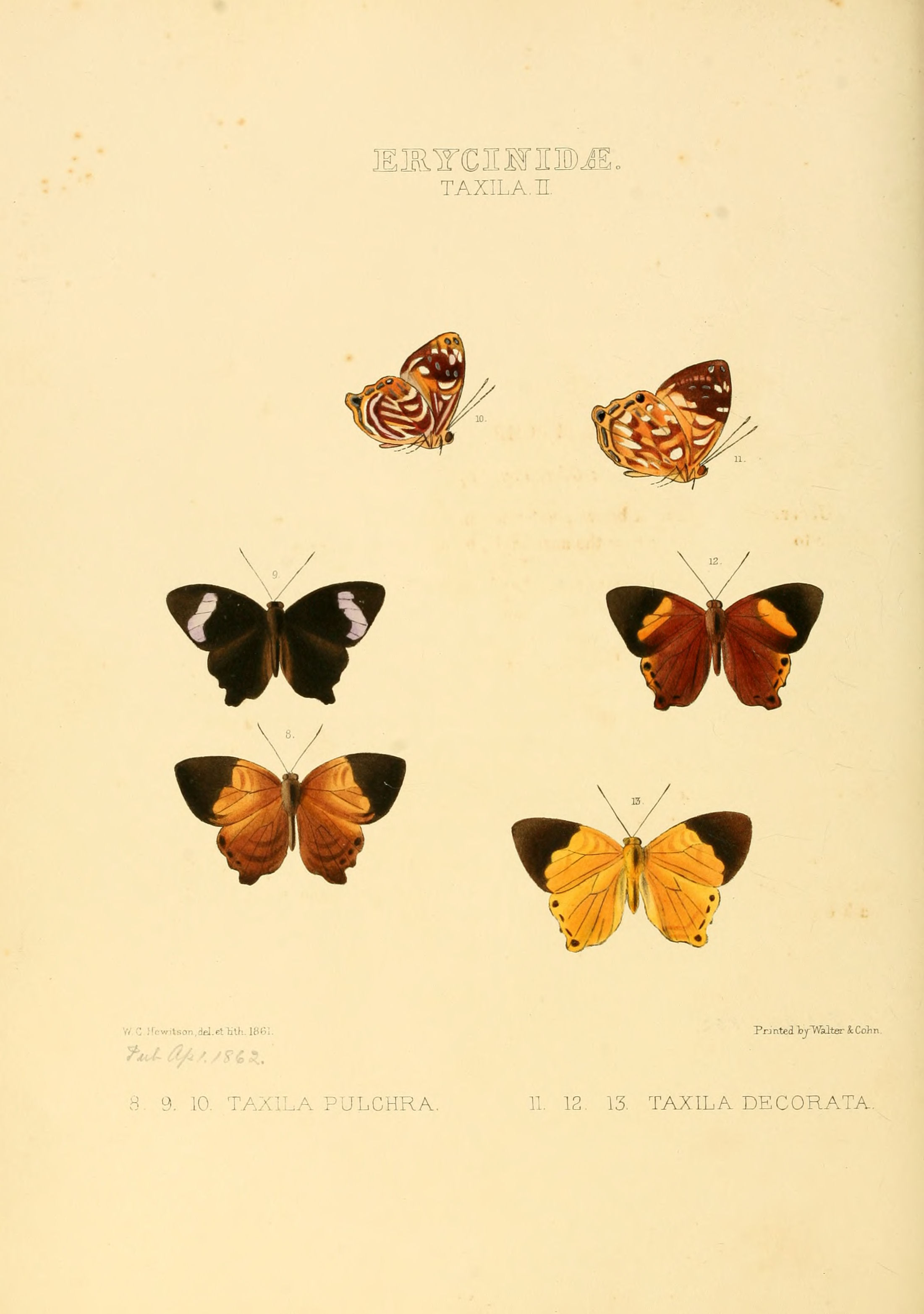
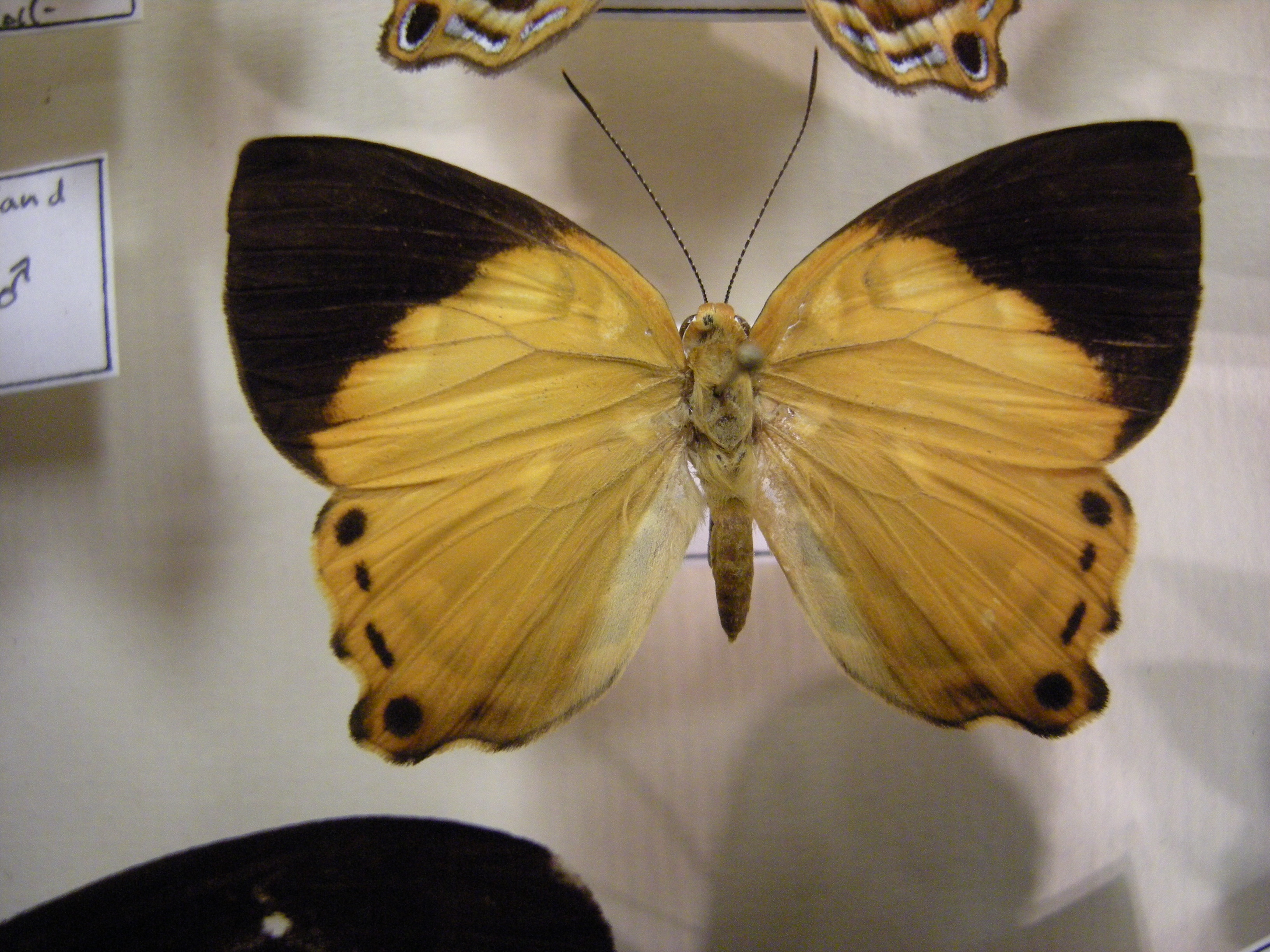

## Dottertaxa tillDicallaneura, i alfabetisk ordning[1]
- Dicallaneura adulatrix
- Dicallaneura albosignata
- Dicallaneura amabilis
- Dicallaneura angustifascia
- Dicallaneura ansa
- Dicallaneura ansuna
- Dicallaneura arfakensis
- Dicallaneura birana
- Dicallaneura casis
- Dicallaneura conos
- Dicallaneura cyanandra
- Dicallaneura cyanea
- Dicallaneura decorata
- Dicallaneura diantha
- Dicallaneura didica
- Dicallaneura dilectissima
- Dicallaneura discifera
- Dicallaneura ekeikei
- Dicallaneura exiguus
- Dicallaneura fulgurata
- Dicallaneura fulvofasciata
- Dicallaneura hageni
- Dicallaneura hyacinthus
- Dicallaneura kausambides
- Dicallaneura kirschi
- Dicallaneura leosida
- Dicallaneura leucomelas
- Dicallaneura longifascia
- Dicallaneura mimica
- Dicallaneura ostrina
- Dicallaneura ovada
- Dicallaneura parina
- Dicallaneura pelidna
- Dicallaneura praedilecta
- Dicallaneura princessa
- Dicallaneura pulchra
- Dicallaneura ribbei
- Dicallaneura sangha
- Dicallaneura sariba
- Dicallaneura semirufa
- Dicallaneura sfagia
- Dicallaneura sigala
- Dicallaneura sigyra
- Dicallaneura tantra
- Dicallaneura udiyana
- Dicallaneura vasatha
- Dicallaneura virgo